# Bothwell Bridge
Die Bothwell Bridge ist eine Bogenbrücke in der schottischen Stadt Bothwell in der Council Area South Lanarkshire. 1971 wurde das Bauwerk in die schottischen Denkmallisten in die höchste Kategorie A aufgenommen. Eine ehemalige zusätzliche Einstufung als Scheduled Monument wurde 1994 aufgehoben.

## Geschichte
Die Bothwell Bridge stammt vermutlich aus dem früheren 17. Jahrhundert. Im Jahre 1679 bot die Brücke den Hintergrund der Schlacht von Bothwell Bridge, welche die kurz aufflammende Rebellion der Covenanters in diesem Jahre mit 400 Toten und 1200 Gefangenen faktisch beendete. Ab 1787 führte die Kutschroute zwischen Glasgow und Carlisle über die Bothwell Bridge. Im Rahmen einer Überarbeitung im Jahre 1826 wurde die Brücke erweitert. Die Gehsteige wurden 1871 eingerichtet.

## Beschreibung
Die Bothwell Bridge überspannt den Clyde zwischen den Städten Hamilton im Süden und Bothwell im Norden. Sie führt die B7071, die beide Städte miteinander verbindet, über den Fluss. Der Mauerwerksviadukt aus rötlichem Sandstein überspannt den Fluss mit vier ausgemauerten Segmentbögen mit Spannen von 13,7 m. Ursprünglich war die Brücke 3,5 m breit. Überlieferungen berichten, dass es sich ursprünglich um eine steile fünfbögige Brücke mit einer Zollstation in der Brückenmitte gehandelt haben soll. Dies kann jedoch am heutigen Aufbau nicht mehr nachvollzogen werden. An den Pfeilern treten Eisbrecher spitz heraus. Die Gehsteige sind auf gusseisernen Kragträgern gelagert. Auf beiden Brückenseiten führen geschwungene Steinbrüstungen zu der Brücke hin.